# فرودگاه هامنرابن نی-السوند
فرودگاه هامنرابن نی-السوند (به انگلیسی: Ny-Ålesund Airport, Hamnerabben) (به زبان بومی: Ny-Ålesund lufthavn, Hamnerabben) یک فرودگاه خصوصی است که یک باند فرود آسفالت دارد و طول باند آن ۹۲۷ متر است. این فرودگاه در کشور نروژ قرار دارد و در ارتفاع ۱۵ متری از سطح دریا واقع شده‌است.

## شرکت‌های هواپیمایی و مقصدهای پروازی
| شرکت‌های هواپیمایی | مقصدهای پروازی  |
| ----------------- | --------------- |
| Lufttransport     | لانگیر سوالبارد |